# Wohn- und Wirtschaftsgebäude Alte Fährstraße 11
Das Wohn- und Wirtschaftsgebäude Alte Fährstraße 11 an der Oste in der niedersächsischen Gemeinde Hechthausen-Kleinwörden, Samtgemeinde Hemmoor, im Landkreis Cuxhaven, stammt vom Anfang des 19. Jahrhunderts.
Aktuell (2024) wird es als Wohnhaus und gewerblich genutzt.
Das Gebäude steht unter Denkmalschutz (siehe auch Liste der Baudenkmale in Hechthausen).

## Geschichte und Beschreibung
Hechthausen wurde 1233 als Hekethusen zum ersten Mal erwähnt. Adelsfamilien besaßen hier mehrere Rittergüter. Das nordöstliche Dorf Kleinwörden (wörden = Wurt) gehört seit 1972 zu Hechthausen.
Das eingeschossige traufständige Gebäude als Zweiständer-Hallenhaus in Fachwerk mit Steinausfachungen, mit reetgedecktem Krüppelwalmdach mit Uhlenloch und der Grooten Door mit Korbbogen wurde 1825 (Inschrift) gebaut. Die dem Deich zugewandte östliche Traufseite ist höher als die Westseite, die eine Kübbung hat. Die Westtraufe ist zum Teil massiv ersetzt. Das Haus war Teil des ehemaligen Mühlenhofes Alte Fährstraße 10, mit dem noch heute weithin sichtbaren Mühlenturm der Oste-Mühle und dem ehemaligen Fährübergang.
Das Landesdenkmalamt befand u. a.: „… ortsgeschichtlicher, gebäudetypischer und straßen- wie landschaftsbildprägender Zeugniswert …“
Die benachbarte Hofanlage Alte Fährstraße 8 gehörte auch zum ehemaligen Mühlenhof und ist heute ein Gästehaus. Eine kleine Feriensiedlung auf dem Mühlenhofgelände wird aktuell (2024) geplant.